# Região da Grande Dourados

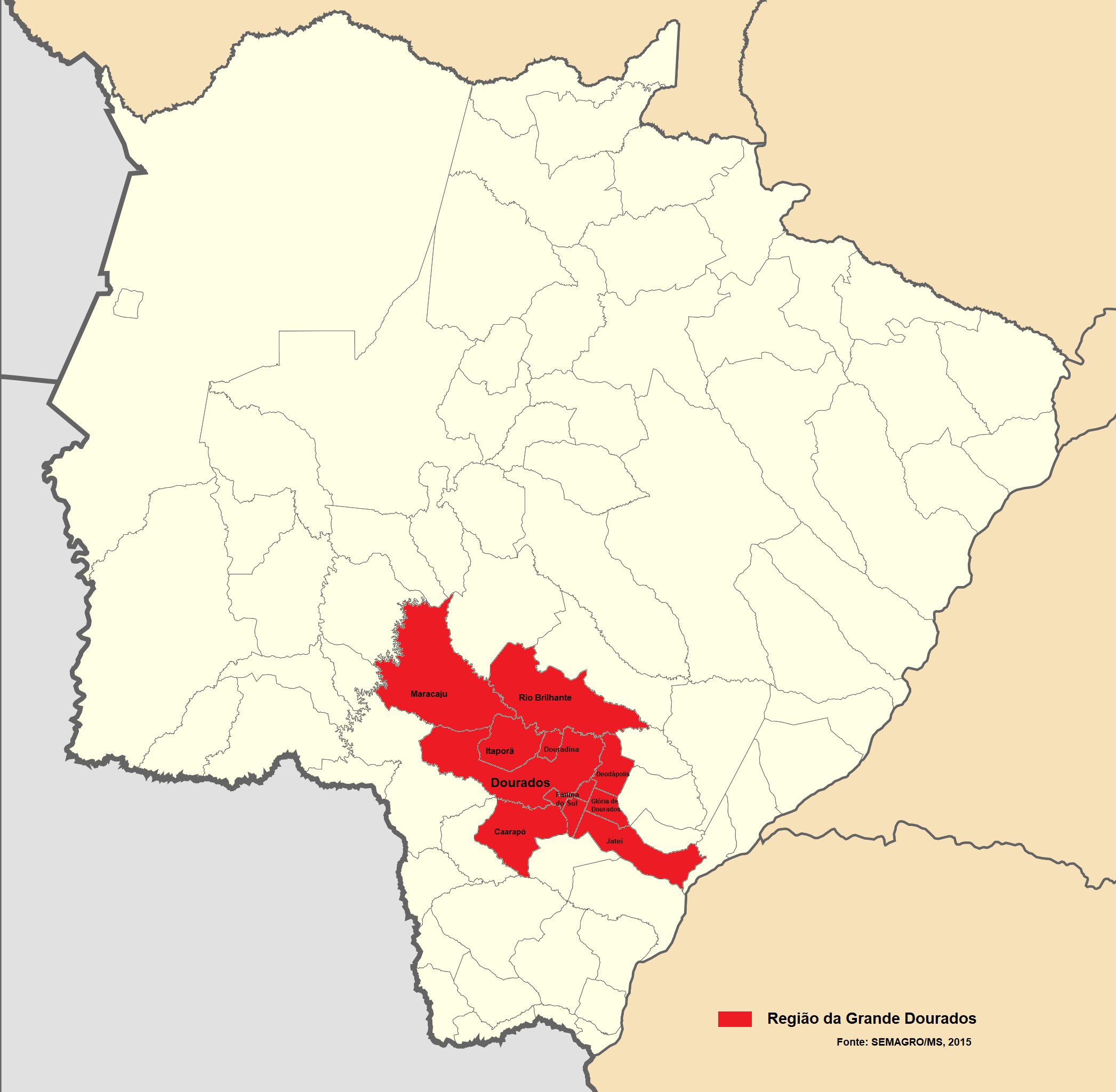
Região da Grande Dourados (SEMAGRO/MS, 2015)

A região da Grande Dourados é majoritariamente uma parte territorial do estado de Mato Grosso do Sul e, de acordo com suas dimensões territoriais, a política de desenvolvimento regional é planejada e proposta pela Secretaria de Estado de Meio Ambiente, Desenvolvimento, Ciência, Tecnologia e Inovação de Mato Grosso do Sul.

## Informações gerais
A região da Grande Dourados é composta por 11 municípios: Dourados (polo), Caarapó, Deodápolis, Douradina, Fátima do Sul, Glória de Dourados, Itaporã, Jateí, Maracaju, Rio Brilhante e Vicentina. Esses municípios somados possuem área total de cerca de 21 mil km2, população de cerca de 500 mil habitantes e PIB de cerca de 25 bilhões de reais.
A região é sobreposta pela região geográfica imediata de Dourados delimitada pelo Instituto Brasileiro de Geografia e Estatística - IBGE, que também inclui os municípios de Laguna Carapã e Juti, e abrange as áreas de influência do Município de Dourados.
Esta é uma região que passou por um rápido crescimento econômico fundamentado na exploração de grandes lavouras (soja, milho e trigo) e na exploração da pecuária. Hoje resta pouco da cobertura vegetal original. As principais lavouras exploradas na Região, estão concentradas nos municípios de Maracaju, Caarapó, Rio Brilhante, Itaporã e Dourados, sendo este último um dos maiores centros do agronegócio no Brasil.

## Ligacões externas
- «Uma análise a partir da criação do Prodegran em 1976.» (PDF)
- «Formação territorial da região da Grande Dourados: colonização e dinâmica produtiva.»